# Chthon
Pour les articles homonymes, voir Divinités grecques chtoniennes.
Chthon est une entité démoniaque évoluant dans l'univers Marvel de la maison d'édition Marvel Comics. Créé par Marv Wolfman, Bill Mantlo et Yong Montano, le personnage de fiction apparaît pour la première fois sans être nommé dans le comic book Marvel Chillers #1 en octobre 1975. On apprendra plus tard son identité dans Avengers #185 en juillet 1979.
Le personnage tire son nom du mot grec khthốn, qui signifie « terre » ou « terreux ». Ce nom désigne d'abord chez les grecs anciens puis par analogie dans de nombreuses mythologies, des divinités primordiales associées à la terre et parfois aux mondes souterrains ou au mal.

## Biographie du personnage

### Origines
Il y a des milliards d'années avant le début de l'humanité, le Dieu Ancien Démiurge fusionna avec la biosphère de la Terre et s'éveilla à la conscience. Il se sépara en de multiples entités, l'une d'entre elles étant Chthon.
Les Dieux Anciens étaient les ancêtres des dieux mythologiques (grecs, vikings, etc.). D'autres démons que Chthon furent par la suite identifiés comme des Dieux Anciens, tels Belathauzer, Set, Y'Garon, etc. Deux déesses sœurs virent le jour : Gaea devint la protectrice de la vie et Oshtur quitta la Terre pour découvrir l'univers.
Chthon se consacra à étudier et contrôler les énergies mystiques, devenant le premier maître de la magie noire, expérimentant même sur d'autres dieux. 
Le dieu Set eut une descendance. Réalisant qu'il pouvait accroître son propre pouvoir en consommant l'énergie des autres entités, il fut le premier à tuer l'un de ses semblables, et à dégénérer. Bientôt, d'autres Dieux Anciens suivirent son exemple et une guerre pour le pouvoir fit rage. Et les Dieux devinrent maléfiques, à l'exception de Gaea et d'Oshtur.

### Démon du Darkhold
Pour protéger la vie des Dieux Anciens, Gaea et le Démiurge engendrèrent Atum. Chthon, possédant le don de voyance, sut ce que manigançaient ses pairs. Il retranscrit toutes ses connaissances magiques sur des parchemins indestructibles, laissés dans cette dimension en tant qu'héritage de son pouvoir.
Atum tua un grand nombre de dieux, absorbant leurs énergies, ce qui le transforma en Démogorge « le Dévoreur de Dieux ». Les survivants s'échappèrent dans d'autres dimensions. Chthon et Set s'allièrent pour combattre le monstre mais furent battus. Chthon s'échappa de justesse, laissant ses écrits sur une pierre. 
À la fin de la guerre, Gaea demeura la seule entité restante sur Terre, devenant ainsi la Déesse Mère des mythologies. Démogorge relâcha les énergies, redevenant Atum et prit résidence dans le soleil. Il ne revint sur Terre que pour affronter de nouveau Set qui menaçait la Terre avec les dinosaures. Leur combat fut si violent qu'il mena à la disparition des grands sauriens. Chthon en profita pour ajouter un contre-sort à ses écrits, pour que le Démogorge puisse être stoppé par un être de nature non-mystique. Les parchemins furent rassemblés dans un grimoire appelé Darkhold.
Dans sa dimension, Chthon engendra une race de serviteurs démons, les N'Garai. Il est aussi le père de nombreux démons, comme le Nain du Darkhold, le Murmureur, Dragonus, etc.

### L'héritage
Le Darkhold fut découvert par des sorciers avant la chute d'Atlantis. Ils utilisèrent l'ouvrage pour atteindre l'immortalité, devenant des vampires. Au cours du millénaire suivant, de nombreux hommes furent corrompus par le pouvoir sombre : Hébreux, Babyloniens et Égyptiens.
Au VIe siècle, la fée Morgane devint la leader des Darkholders, les disciples de Chthon. Ils essayèrent d'invoquer le dieu, sans savoir que sa puissance le rendait incontrôlable. Incapables de le bannir, ils l'isolèrent sur le Mont Wundagore (en) (la future Transie (en)). Choqué par ce pouvoir, l'amant de Morgane, Magnus, vola le livre et le cacha dans une tour sur une petite île. Son apprenti Modred le Mystique (en) le vola à son tour pour l'utiliser à de meilleures fins, mais fut presque corrompu. Il sacrifia son âme pour libérer sa bien-aimée Janice.
Un des avatars de Chthon, l'Autre, fut invoqué par Modred le Mystique, mais Merlin le bannit. Par précaution, il éparpilla les pages du Darkhold aux quatre coins du monde. Les pages furent de nouveau réunies en 1149 par Aelfric le Moine Fou. Plusieurs sorciers eurent accès à son savoir, comme Cagliostro et Taboo… Des copies partielles existent toujours dans le monde. 
Vers 1950, Herbert Wyndham, le futur Maître de l'évolution, installa son laboratoire au pied du Mont Wundagore, avec l'aide du Dr. Horace Grayson (le père du Marvel Boy des années 1950). Un collègue de Wyndham, Jonathan Drew, le rejoignit avec sa femme Myriam et sa fille Jessica. Myriam fut tuée par un loup-garou (Gregor Russoff, le grand-père de Jack Russell). Drew fut possédé par l'esprit du mage Magnus, qui avait combattu les Darkholders pendant des siècles. Wyndham, pour protéger la fille des Drew, la plaça en animation suspendue.
Il créa aussi une race hybride, les Nouveaux Hommes (en) (New Men), et les éduqua pour former une société féodale basée sur la chevalerie.

### Naissance d'une nation
Plus tard, Vittorio Montesi, appartenant à la famille chargée de protéger le Darkhold, se servit de l'art noir pour enfanter, car il était stérile. Ainsi naquit Victoria Montesi.
Chthon s'empara de l'esprit de la Sorcière rouge, mais les Vengeurs la délivrèrent.
Plus récemment, Chthon envoya le Nain magique pour tenter certaines personnes de se servir du Darkhold, parmi lesquelles Blade. Chthon voulut s'incarner en étant enfanté par Victoria, mais le Docteur Strange l'en empêcha en faisant éclater la bonté dans l'âme de la jeune femme.

### Dark Reign
Le Docteur Strange ayant disparu à la suite du crossover Civil War, Chthon refit surface sur le Mont Wundagore et tua les Nouveaux Hommes. Il provoqua dans le même temps d'importants dégâts à travers le monde en répandant la magie du chaos.
La Sorcière rouge réunit une nouvelle équipe de Vengeurs pour le combattre. En manipulant Modred, il réussit pourtant à s'incarner dans le corps de Vif-Argent. Il fut finalement battu par les Vengeurs menés par Hank Pym.

### Darkhold
Wanda a été tuée lors du gala Hellfire et a été réanimée peu de temps après.
Après que le docteur Fatalis a découvert le Darkhold original, le vrai Darkhold, un chemin s'est ouvert entre la Terre et la dimension du Darkhold. Chthon put alors entrer sur Terre sous sa forme complète. Chthon a raillé Wanda Maximoff en lui montrant une vision de son invasion. Wanda et Fatalis se sont rendus dans la dimension du Darkhold, habilités par le véritable Darkhold, pour vaincre Chthon. Wanda a poignardé Fatalis et a pris le vrai Darkhold pour elle-même. Elle a fusionné avec le vrai Darkhold qui lui a accordé le pouvoir de vaincre Chthon et d'absorber entièrement le Dieu Ancien. Bien qu'il ait été scellé et que son pouvoir était désormais le sien, Wanda a averti ses alliés qu'il reviendrait si elle mourait.

## Pouvoirs et capacités
Chthon est un des Dieux Anciens les plus puissants à avoir dégénéré en démon. Entité métamorphe, il peut prendre toutes les formes. Sa véritable forme n'a jamais été observée. Il dispose de plusieurs pouvoirs qu'il est capable de déployer au sein de plusieurs dimensions en affectant toutes formes de réalités[réf. nécessaire].
- Chthon peut manipuler l'énergie magique à volonté.
- Il possède des pouvoirs télépathiques pour lire, contrôler ou parler avec les esprits, même à travers les dimensions.
- En dépit de sa grande puissance, il ne peut se téléporter librement à travers les dimensions, en partie grâce à la protection instaurée par Gaea sur la Terre. Il peut par contre posséder des corps grâce à des rituels magiques, et exercer son pouvoir à travers eux.
- Il possède un savoir illimité en arts occultes et a consigné ses connaissances dans un grimoire mystique, le Darkhold. Ce livre est un lien qui maintient Chthon dans la réalité et donne une once de son pouvoir à ses lecteurs. Il corrompt ceux qui tentent d'utiliser les sorts maléfiques. Seuls les plus grands mages peuvent résister à ses effets.